# Tommy Völckers
Tommy Gesine Inger Mathilde von Rüxleben-Völckers (* 15. August 1941 in Kiel; † 24. August 2012 in Eichelsdorf) war eine deutsche Theaterschauspielerin.

## Leben und Wirken
Tommy Völckers absolvierte ihre Schauspielausbildung in Mainz sowie Wiesbaden. Sie gehörte nach verschiedenen Engagements an unterschiedlichen deutschen Theatern für viele Jahre bis zu ihrem Tod zum Ensemble des Fränkischen Theaters Schloss Maßbach. Sie arbeitete auch als Sprecherin, u. a. für den Hessischen Rundfunk und bei Hörbuchproduktionen. Zuletzt war sie im Fränkischen Theater Schloss Maßbach zu sehen in: „Cyrano in Buffalo“.